# Ferruccio Tagliavini
Ferruccio Tagliavini (Reggio nell'Emilia, 14 d'agost, 1913 - Idem. 28 de gener, 1995), va ser un cantant d'òpera (tenor) italià.
Va ser un dels tenors d'òpera italians més importants del segle xx. El 1938, Ferruccio Tagliavini va guanyar un concurs nacional de cant i va debutar com a Rodolfo a La Bohème de Puccini a l' Òpera de Florència. A causa de la guerra, els anys següents va actuar exclusivament a Itàlia, on ràpidament es va convertir en un dels cantants d'òpera més populars, tot i que sempre va estar a l'ombra de Beniamino Gigli, la carrera escènica del qual estava gairebé acabada, però que va aconseguir un alt nivell. Nivell de fama gaudit a través de les seves pel·lícules musicals.

## Repertori
Tagliavini estava en la tradició del "tenore di grazia" i sens dubte podia competir amb cantants de bel canto tan famosos com Tito Schipa. La seva veu tenia un timbre que en l'argot tècnic es coneix com a "dolça" (terme tècnic: "dolcezza"). Va fer servir aquesta qualitat amb habilitat sense semblar massa ploraner, ja que els experts en cant troben inquietants en els últims enregistraments de Beniamino Gigli, per exemple. La bellesa del so es va combinar amb una tècnica de cant perfecta, que va permetre al cantant compensar la manca de lluminositat de la seva veu. El fraseig delicat era el seu dispositiu estilístic preferit, no el to estentori com un trombó. És bastant just dir que ell, juntament amb el tenor espanyol Alfredo Kraus, va ser considerat l'últim cantant de bel canto en el sentit clàssic. Per tant, no és estrany que cantés principalment els papers principals en aquest camp: Almaviva (Rossini: El barber de Sevilla), Vasco da Gama (Meyerbeer: L'Africaine), Nemorino (Donizetti: L'elisir d'amore), Edgardo (Donizetti: Lucia di Lammermoor), Elvino (Bellini: La Sonnambula) i Werther a l'òpera homònima de Massenet. Li faltava el so d'acer per als papers de Verdi. Va poder interpretar al duc de Màntua a Rigoletto, va brillar com Alfredo a La traviata i sobretot com Fenton a Falstaff, però va haver de perdre's el paper de Manrico (Il trovatore), sense oblidar Radames (Aïda) o Otello. Entre els papers de tenor a les òperes de Puccini, va cantar Des Grieux (Manon Lescaut), Rodolfo (La bohème), Johnson (La fanciulla del West) i Cavaradossi (Tosca), encara que va evitar els tons heroics en aquest paper, però modelat amb l'ajuda de la seva característica tècnica vocal. A Tagliavini li agradava especialment interpretar papers de tenor en òperes del Verisme tardà com L'Arlesiana de Francesco Cilea (1866–1950) i L'amico Fritz (Pietro Mascagni), amb qui el cantant era amic i sota la batuta del qual va aparèixer diverses vegades a l'òpera italiana. Faust a l'obra mestra Mefistofele d'Arrigo Boito també va ser un dels seus papers estrella, que va gravar en un disc el 1957. A això s'hi va afegir el repertori de cançons populars de Luigi Denza ("Funiculì, funiculà"), Paolo Tosti ("Mattinata, A Marechiare") i els clàssics de la música popular napolitana.

## Carrera
La carrera de Tagliavini es va aixoplugar amb la d'altres tenors més famosos: Beniamino Gigli i Giacomo Lauri-Volpi, la presència escènica dels quals s'estava acabant, però que eren extremadament populars a Itàlia i van continuar actuant fins i tot quan les seves veus feia temps que havien perdut la seva brillantor i elegància. A més, l'estil de cant plorós de Gigli va ser molt popular entre el públic, mentre que Tagliavini va evitar conscientment aquest tipus d'agraïment i va confiar en mitjans purament vocals, és a dir, la seva veu, per expressar les seves emocions. D'altra banda, durant l'època feixista a Itàlia, s'havia desenvolupat un estil de cant fortament declamatori, en el qual sovint dominaven el volum, l'emotivitat exagerada i l'expressivitat, mentre que l'art subtil del cant quedava al marge. Cantants com Mario del Monaco corresponien a aquest ideal i també eren considerats internacionalment com a representants d'un art cantant "típicament italià". La popularitat del jove del Monaco i Franco Corelli va contribuir a que Tagliavini se li negués una carrera internacional comparable.
Però la Segona Guerra Mundial també va fer que el cantant no pogués actuar als grans escenaris fora d'Itàlia fins al 1947. Aparentment, va ser el primer tenor de la Itàlia feixista derrotada que va ser contractat pel Metropolitan Opera de Nova York després del final de la guerra. El punt culminant de la seva carrera americana va ser la producció de lElisir d'amore de Donizetti el 1949 sota la direcció de Giuseppe Antonicelli amb la soprano Bidu Sayão i el baríton Giuseppe Valdengo al costat de Tagliavini. No obstant això, les seves actuacions a Nova York van ser l'excepció, ja que va ser superat a l'Òpera Metropolitana pel tenor suec Jussi Björling, que tenia gairebé la mateixa edat. El 1950, Tagliavini va debutar a l'Òpera de Covent Garden de Londres i també va actuar a la "Grande Opéra" de París, però la seva llar artística va romandre Itàlia.
A Alemanya, Tagliavini va romandre en gran part desconegut. Fins als anys 70, al mercat discogràfic alemany estaven disponibles enregistraments complets en què va participar, exclusivament enregistraments radiofònics de la RAI, que es distribuïen a través del segell CETRA i eren molt inferiors en so als enregistraments de la competència de productores alemanyes i anglo-americanes. A això s'hi va afegir la presència gairebé aclaparadora de Mario del Monaco, Giuseppe Di Stefano i Franco Corelli al mercat discogràfic, tot i que cap d'ells tenia una tècnica de cant o un gust artístic equivalents.
Igual que el seu rival Beniamino Gigli, Tagliavini també va aparèixer en pel·lícules, sobretot musicals. El 1947 va aparèixer davant la càmera amb el baríton Tito Gobbi a El barber de Sevilla de Gioachino Rossini. A l'adaptació cinematogràfica de 1942 del drama Tosca, en què es basa l'òpera homònima de Puccini, se'l podia escoltar però no veure'l cantant les dues famoses àries de Mario Cavaradossi.
L'any 1941 es va casar amb la seva parella d'escena de molt de temps, la soprano Pia Tassinari. Es va retirar dels escenaris l'any 1970, però les debilitats vocals ja s'havien fet evidents a finals dels anys cinquanta.

## Memòria
Durant 30 anys, un concurs internacional de cant que portava el nom de Ferruccio Tagliavini es va celebrar cada abril a Deutschlandsberg, Estiria. L'esdeveniment, en el qual cantants d'òpera famosos també van rebre la "Nota d'Or de Belcanto" per l'obra de la seva vida, es va organitzar sota l'ègida conjunta de l'Òpera de Graz i els teatres d'òpera de Parma i Reggio nell'Emilia. L'any 2003, el jurat va estar presidit per la soprano australiana Joan Sutherland, que va ser la primera a rebre la "Nota d'Or" l'any 1995. Altres destinataris de la "Nota d'Or" van ser Giuseppe Taddei (1996), Marcel Prawy (1997) i Piero Cappuccilli (2001). L'últim Concurs de Cant Ferruccio Tagliavini va acabar amb un concert el 12 d'abril de 2023.

## Filmografia
- 1942: Voglio vivere così
- 1942: La donna è mobile
- 1943: Ho tanta voglia di cantare
- 1947: Il barbiere di Siviglia
- 1951: Nur du bist mein Traum(A l'infern de la fama)
- 1951: Anema e core
- 1958: Ohne Dich kann ich nicht leben